# Център за оценка на риска по хранителната верига
Центърът за оценка на риска по хранителната верига (съкр. ЦОРХВ) е компетентният държавен орган, на Република България, по смисъла на чл. 22, §7 от Регламент (ЕО) № 178/2002 на Европейския парламент и на Съвета от 28 януари 2002 г., за установяване на общите принципи и изисквания на законодателството в областта на храните, за създаване на Европейски орган за безопасност на храните, и за определяне на процедури относно безопасността на храните. ЦОРХВ е юридическо лице на бюджетна издръжка – второстепенен разпоредител с бюджетни средства, към МЗХГ, със седалище в София. Неговата дейност и функции се регламентират от Закона за Центъра за оценка на риска, по хранителната верига.

## Дейност
Центърът за оценка на риска, по хранителната верига, извършва:
- научна оценка на риска по хранителната верига чрез независим, прозрачен и безпристрастен анализ на научна информация по проблеми, които пряко или косвено засягат здравето на животните и растенията, растителните и животинските продукти, растителния и животинския репродуктивен материал и безопасността на храните и фуражите;
- дейностите по одобряване, подновяване и преразглеждане на одобрението на активни вещества, антидоти и синергисти, при условията, и по реда на Регламент (ЕО) № 1107/2009 на Европейския парламент и на Съвета от 21 октомври 2009 г., относно пускането на пазара на продукти за растителна защита и за отмяна на директиви 79/117/ЕИОи 91/414/ЕИО на Съвета (OB, L 309 от 24 ноември 2009 г.);
- оценка и доклади за оценка на продукти за растителна защита, при разрешаване, подновяване, изменение и отнемане на разрешение за пускане на пазара и употреба на продукти за растителна защита при условията и по реда на Регламент (ЕО) № 1107/2009;
- участва в проекти на Европейския орган по безопасност на храните и в проекти на други международни организации.